# Трюммельбахфелле
Трюммельбахфелле (нем. Trümmelbachfälle) — водопад высотой около 150 метров около Лаутербруннена (Швейцария). Состоит из десяти каскадов, расположенных внутри горы. Осмотреть водопад можно с помощью лифта и освещённых туннелей, построенных в 1913 году.
Водопад несёт в себе воды с гор Айгер (3970 м), Мёнх (4107 м), Юнгфрау (4158 м). Площадь водосбора составляет 24 км², половина которого покрыта снегом и льдами. Расход достигает 20 000 литров в секунду. Ежегодно водой вымывается около 20 200 тонн горной породы.
Система троп длиной более 600 метров по лестницам и туннелям делает водопад Трюммельбах доступным с 1913 года. Особенно к верхним водопадам в глубине горы можно было добраться только по галереям и туннелям. Наклонный подъемник в горах, преодолевающий перепад высот в 100 метров, облегчает подъем. Вход платный.

## Примечание
1. ↑  Trümmelbachfälle (нем.). Дата обращения: 23 октября 2022.
2. ↑  Bundesamt für Umwelt, Wald und Landschaft (Hrsg.): Wegleitung. Angemessene Restwassermengen – Wie können sie bestimmt werden. Vollzug Umwelt. Bern 2000. . — 2000.
3. ↑  Informationstafel am Eingang